# Best of - vol. 2 (album, Faraoni)
Best of - vol. 2 je drugi kompilacijski album skupine Faraoni. Album vsebuje skladbe s prejšnjih albumov: Stari časi, Kar tako, Skupaj in Solinar. Album je izšel leta 2014 pri založbi Nika Records.

## Seznam skladb
| Št. | Naslov                        | Pisec                                            | Z albuma   | Dolžina |
| --- | ----------------------------- | ------------------------------------------------ | ---------- | ------- |
| 1.  | „Peškador‟                    | F. Maraž/N. Depangher/P. Greblo                  | Solinar    | 3:27    |
| 2.  | „Neimenovana‟                 | T. Kaluža/D. Kenda Hussu/M. Lončina              | Skupaj     | 4:12    |
| 3.  | „Pašla bi guljat‟             | E. Hrovatin/D. Mislej/K. Jaksetić, M. Lončina    | Skupaj     | 3:17    |
| 4.  | „Ti znaš‟                     | F. Maraž/D. Kenda Hussu/F. Maraž                 | Kar tako   | 3:51    |
| 5.  | „Imej me vedno s seboj‟       | E. Hrovatin/E. Hrovatin/P. Greblo                | Solinar    | 3:00    |
| 6.  | „Slavospev‟                   | F. Maraž/D. Kenda Hussu/F. Maraž                 | Kar tako   | 3:17    |
| 7.  | „Kot bel metulj‟              | F. Maraž/D. Kenda Hussu/S. Fajon                 | Solinar    | 3:25    |
| 8.  | „Solinar‟                     | E. Hrovatin/S. Bajc/P. Greblo                    | Solinar    | 3:31    |
| 9.  | „Drugačen‟                    | E. Hrovatin/M. Čermak/E. Hrovatin                | Kar tako   | 4:15    |
| 10. | „Pasje življenje‟             | E. Hrovatin/N. Depangher/E. Hrovatin             | Kar tako   | 4:20    |
| 11. | „Pijem kar tako‟              | E. Hrovatin/D. Mislej/E. Hrovatin                | Kar tako   | 3:43    |
| 12. | „Le koliko stane tvoj nasmeh‟ | E. Hrovatin/A. Pohlen/M. Štibernik               | Skupaj     | 2:55    |
| 13. | „Gremo naprej‟                | K. Jaksetić/N. Depangher/K. Jaksetić             | Skupaj     | 3:18    |
| 14. | „Božični zvon‟                | F. Maraž/F. Maraž, M. Čermak/F. Maraž            | Stari časi | 3:12    |
| 15. | „To je življenje brez neba‟   | E. Hrovatin/T. Jurak/E. Hrovatin                 | Solinar    | 3:26    |
| 16. | „Robin Hood‟                  | E. Hrovatin/D. Mislej, N. Depangher/E. Hrovatin  | Kar tako   | 4:20    |
| 17. | „Sončnica‟                    | T. Kaluža/D. Kenda Hussu/M. Lončina              | Skupaj     | 3:24    |
| 18. | „Skupaj‟                      | E. Hrovatin/N. Depangher/E. Hrovatin, M. Lončina | Skupaj     | 3:09    |
| 19. | „Alibi‟                       | E. Hrovatin/D. Mislej/E. Hrovatin, J. Križaj     | Solinar    | 4:37    |

## Zasedba
- Nelfi Depangher – bobni, vokal
- Piero Pocecco – bas kitara, vokal
- Enzo Hrovatin – kitara, vokal
- Ferdinand Maraž – klaviature
- Slavko Ivančić  – vokal
- Karlo Jaksetić –  klaviature